# Мірна Зінаїда Василівна
Зінаї́да Васи́лівна Хільчевська, у шлюбі Мі́рна (21 жовтня 1873 — 1 квітня 1950, Прага) — українська громадська діячка, захисниця прав жінок, публіцистка, перекладачка.

## Біографія
Зінаїда Хільчевська (в іншому написанні — Хильчевська) народилася 21 жовтня 1873 року в місті Городня на Чернігівщині. Її батьком був колезький секретар Василь Феофанович Хільчевський, матір'ю — Катерина Василівна Хільчевська (як зазначено в метриці — обоє православні). Зінаїда стала другою дитиною в сім'ї. Мала старшу сестру Марію (нар. 1871 року), молодшу сестру Лідію (нар. у березні 1875 року), і можливо теж брата Василя. Мати Катерина після смерті чоловіка (Василь помер 17 листопада 1878 року у віці 45 років від сухот) переїхала з дітьми до Чернігова, де працювала старшою повивальною бабкою.
В середовищі української інтелігенції ходили чутки, ніби Хильчевська мала польське походження. Це зазначали Віктор Приходько, який тривалий час проживав у родині Мірних, та Борис Мартос, дружина якого співпрацювала з Мірною. Так, Мартос у листі до Галини Лащенко, яка готувала спогади про Зінаїду Мірну, писав: «Чув я, що вона до того часу, як вийшла заміж, була католичкою і полькою, і що ім'я її було Болеслава. Я не раз чув, як Іван Іванович казав до неї Больця».
1910 року Зінаїда Мірна вперше з'явилася в середовищі київської громади. Відображена у спогадах Катерини Антонович.
У Києві Зінаїда Мірна швидко ввійшла в товариські стосунки із Софією Русовою, Людмилою Старицькою-Черняхівською, Любов'ю Яновською, Марією Ішуніною, стала активною членкинею Українського клубу.
У 1910—1917 роках Мірна була однією з активісток Київського товариства оборони жінок, яке головним напрямком діяльності визначало боротьбу з торгівлею жінками та проституцією.
Була членкинею Української партії соціалістів-федералістів.
1917 року — членкиня Української Центральної Ради.
Квітень 1917 р. делегатка від Всеукраїнського національного конгресу (8 квітня Конгрес обрав новий склад Центральної ради, до якого увійшли 118 осіб, серед них 11 жінок). Вона виконувала доручення по діловодству у фінансовому відділі Центральної Ради, а коли в червні 1917 р. створювалася Мала Рада, то Зінаїда Мірна і Людмила Старицька-Черняхівська були обрані до складу.
Серпень 1917 р. очолила Комітет при "Товаристві допомоги населенню України, що постраждали від війни".
1919 року — співзасновниця та заступниця голови Української Національної Жіночої Ради (УНЖР) в Кам'янці-Подільському на чолі з Софією Русовою. 
Довголітня голова Українського жіночого союзу в Празі. Головним центром УНЖР стала Празька філія. Вона була міцним ядром, навколо якого єдналося українське жіноцтво аж до Другої світової війни.
1920 р. - подружжя Мірних виїхало до Німеччини, де Зінаїда Василівна відразу приєдналася до громадської праці українців. 
1920-1923 рр. -  стала засновницею та голова  Берлінської філії УНЖР. Вона зав'язала відносини з німецькою Національною Радою та німецькою Лігою миру і свободи. Вдалося налагодити стосунки зі Шведським Червоним Хркстом, який надсилав допомогу українській еміграції. 
1924 р. - подружжя переїхало до Праги. З усіх країн Західної та Центральної Європи найбільш сприятливі умови для українців утворилися в Чехословаччині, і ця країна на чверть століття стала центром української еміграції. У Празі вона вступила до Довголітня голова Українського жіночого союзу в Празі, яку очолювала Ольга Галаган. 
1928-1939 рр. - вона  голова Українського жіночого союзу.
1928 р. за ініціативи Мірної в УЖС відкрили майстерню українських вишиванок, що мала надати допомогу своїм немаєтним членкиням та робити важливу справу української пропаганди. Майстерня Союзу допомогала в організації українських виставок у Празі, Чикаго і Нью-Йорку. 
1929 р. - УЖС був прийнятий до Світового Жіночого Союзу в Женеві. Вступ до цієї міжнародної організації спияв розвитку контактів українок з жіночими організаціями інших народів, поширенню інформації про Україну та українську справу.
1933 р. - без жодної сторонньої підтримки Жіночий Союз зорганізував у Празі власну їдальню, яка від початку стала досить важливим осередком і культурного життя українців.
1937 року — членкиня ради Світового союзу українок.
12-14 жовтня 1937 р. - згідно з постановою Українського Жіночого Конгресу у Львові відбулася нарада представниць українського зорганізованого жіноцтва Галичини, Волині, політичної еміграції з Великої України, США для об'єднання в один Всесвітній Союз Українок (ВСУ).  
Авторка статей у пресі, перекладів із французької мови.
Була одружена з Іваном Івановичем Мірним.
Особливу увагу приділяла вона товариству "Музейивизвольної боротьби України в Празі". Іван Іванович Мірний був його співзасновником, а вона якнайактивніше підтримувала всі акції чоловіка. Після смерті І. Мірного Зінаїда стала членом управи і скарбником. 
1938 р. - вона жертвує товариству бібліотеку покійного чоловіка, передає також архівні матеріали УНЖР.
1 квітня 1950 р. - не стало Зінаїди Мірної.